# Мачавариани, Алексей Давидович
Алексе́й Дави́дович Мачавариа́ни (груз. ალექსი დავითის ძე მაჭავარიანი; 1913—1995) — советский, грузинский композитор, дирижёр, педагог, общественный деятель. Народный артист СССР (1958).

## Биография
Алексей Мачавариани родился 10 (23) сентября 1913 года (по другим источникам — 23 сентября (6 октября) 1913 года) в Гори, Тифлисская губерния, Российская империя, ныне Грузия, в дворянской семье.
В 1936 году окончил Тбилисскую консерваторию (классы композиции С. В. Бархударяна и П. Б. Рязанова), в 1940 году — там же аспирантуру.
В 1934—1937 годах — заведующий музыкальной частью Грузинского театра музыкальной комедии, в 1936—1940 годах — музыкальный руководитель и композитор Экспериментального театра в Баку, в 1956—1958 годах — художественный руководитель Государственного симфонического оркестра Грузинской ССР.
С 1939 года преподавал в Тбилисской консерватории (с 1942 года — старший преподаватель, ассистент А. М. Баланчивадзе, с 1952 года — доцент, с 1963 года — профессор кафедры композиции).
С 1953 года — заместитель председателя, в 1962—1968 годах — председатель правления Союза композиторов Грузинской ССР. В 1962—1973 годах — секретарь Союза композиторов СССР. С 1962 года — член коллегии Министерства культуры Грузинской ССР, с 1964 года — член художественного совета Министерства культуры СССР, с 1964 года — президент Музыкальной секции Грузинского общества культурных связей (ГОКС) с зарубежными странами.
Депутат Верховного Совета СССР 6—7-го созывов (1962—1970).
Умер 31 декабря (по другим источникам — 30 декабря) 1995 года в Тбилиси. Похоронен в Дидубийском пантеоне.

## Память
В Тбилиси установлена мемориальная доска А. Мачавариани (улица Нико Николадзе, 1а), его имя носит Тбилисская филармония.

## Основные произведения

#### Оперы
- «Мать и сын» по И. Г. Чавчавадзе (1945)
- «Гамлет» (1967)
- «Медея» (1991)

#### Балеты
- «Отелло» (1957, впервые поставлен в том же году в Тбилисском театре оперы и балета, в 1960 году экранизирован под названием «Венецианский мавр)»
- «Витязь в тигровой шкуре» (1973)
- «Укрощение строптивой» (1984)
- «Пиросмани» (1992)

#### Музыкальная комедия
- «Клоп» по В. Маяковскому (1979)

#### Концерты
- Для фортепиано с оркестром (1944)
- Для скрипки с оркестром (1950)
- Для виолончели с оркестром (1987)

#### Для оркестра
- Симфоническая поэма «Дуб и мошкара» («Мумли мухаса», 1939)
- Поэмы с хором: «Горийские картинки» (1939), «На смерть героя» (1948)
- Сюиты: «Мост» (1942), «Тайна двух океанов» (1954)
- 7 симфоний (1-я (1947), 2-я (1973), 3-я (1983), 4-я «Юношеская» (1983), 5-я «Ушба» (1986), 6-я «Амирани» (Прометей) (1987), 7-я «Гелати» (1989))
- Торжественная увертюра (1950)
- Грузинская праздничная увертюра (1963)
- Элегия
- Скерцо

#### Для струнных инструментов
- 4 струнных квартета (в том числе 1978)
- «Десять зарисовок» для 2 скрипок, альта и виолончели (1977)

#### Для голоса с оркестром
- Оратория «День моей Родины» для сопрано, баса, хора мальчиков, большого хора и оркестра (1952)
- Вокально-симфонический цикл «Пять монологов» для баритона и симфонического оркестра на стихи В. Пшавелы (1968)

#### Для хора
- Баллада-поэма «Арсен» для солистов и хора a cappella (1946)
- оратория «День моей Родины» (1956)
- Хоры, в том числе «Долури» (1974), «Горийская поэма» (1977), «Ты здесь» (1977)
- Цикл для детского хора и камерного оркестра «Деда Эна»

#### Для фортепиано
- «Хоруми» (1939), Скерцо-соната (1940), Прелюдия, Эскиз (1947), Экспромт (1947), четыре пьесы (1951), «Музыкальная юность» (33 пьесы, 1974), три прелюдии и фуги (1970), баллада «Базельское озеро» (1950), «Пиросмани» (1970), Детский альбом (12 пьес, 1968), Танец-поэма, Грузинский танец
- Циклы «Грузинские Фрески», «Парижские зарисовки»
- 2 сонаты

#### Для скрипки
- 4 пьесы для скрипки с фортепиано (1950)
- Скрипичное соло «Долури Лазури» (1962)
- 6 пьес для скрипки с фортепиано (1971)
- 2 вальса по музыке балета «Отелло» (1971)
- Соната
- Концерт для скрипки с оркестром

#### Для виолончели
- 4 пьесы для виолончели с фортепиано (1973)

#### Для голоса с фортепиано
- Романсы (в том числе 2 романса на сл. Р. Бернеса, 1959) и песни для голоса с фортепиано («Синий цвет», «Не горюй, мать», «Ты полна чудесной красоты», «Тебе быть царицей Грузии», «Солнцеликая», «Имеретинская колыбельная», «Родине» (сб., 1973) и др.)
- 4 баллады (на сл. У. Шекспира, 1968)

#### Прикладная музыка
- Музыка к спектаклям грузинских драматических театров (ок. 50) («Король Лир» У. Шекспира, «Николоз Бараташвили» М. Н. Мревлишвили, «Легенда о любви» Н. Хикмета, «Ричард III» У. Шекспира, «Рассказ нищего» И. Чавчавадзе и другим)

### Фильмография
- 1940 — Девушка с того берега
- 1941 — Каджана
- 1942 — Мост (короткометражный)
- 1945 — Золотая тропа (совм. с Иваном Гокиели)
- 1947 — Колыбель поэта
- 1955-1956 — Тайна двух океанов
- 1958 — Маяковский начинался так…
- 1959 — На пороге жизни
- 1960 — Венецианский мавр (фильм-балет)
- 1963 — Генерал и маргаритки

## Звания и награды
- Заслуженный деятель искусств Грузинской ССР (1950)
- Народный артист СССР (1958)
- Сталинская премия третьей степени (1951) — за концерт для скрипки с оркестром (1950)
- Государственная премия Грузинской ССР им. Ш. Руставели (1971) — за вокально-симфонический цикл «Пять монологов» (1971).
- Орден Чести (1995)[5]
- Орден Ленина (1966)
- Орден Трудового Красного Знамени (1973)
- Орден «Знак Почёта» (1963)
- Большая золотая медаль Галереи искусств «Брандензе» (Милан, Италия, 1974) — за музыку к балету «Отелло»
- Медали